# Roman Šedina
Roman Šedina (* 1982 Bechyně) je český designér, umělec a pedagog, zakladatel (2019) unikátního uměleckého projektu LIFE of VASE (spolupracující s významnými umělci, teoretiky a kurátory na tématu vázy jako nádoby). Vystavuje v Česku i zahraničí, jeho práce jsou zařazeny ve sbírkách Uměleckoprůmyslového muzea v Praze, Moravské galerie v Brně nebo soukromých sbírkách v zahraničí.
Jeho tvorba prostupuje hranicemi oborů umění a designu. Dlouhodobě zkoumá formát nádoby, v jeho pojetí především monumentální ručně točené vázy či mísy. Pracný a fyzicky náročný postup, bez něhož by takový artefakt nevznikl, následně dekonstruuje – nádoby deformuje, promačkává nebo také rozbíjí. Výsledný tvar často pojednává výraznými glazurami, přičemž charakteristickými se pro něj staly metalické odstíny vlastních receptur.

## Život

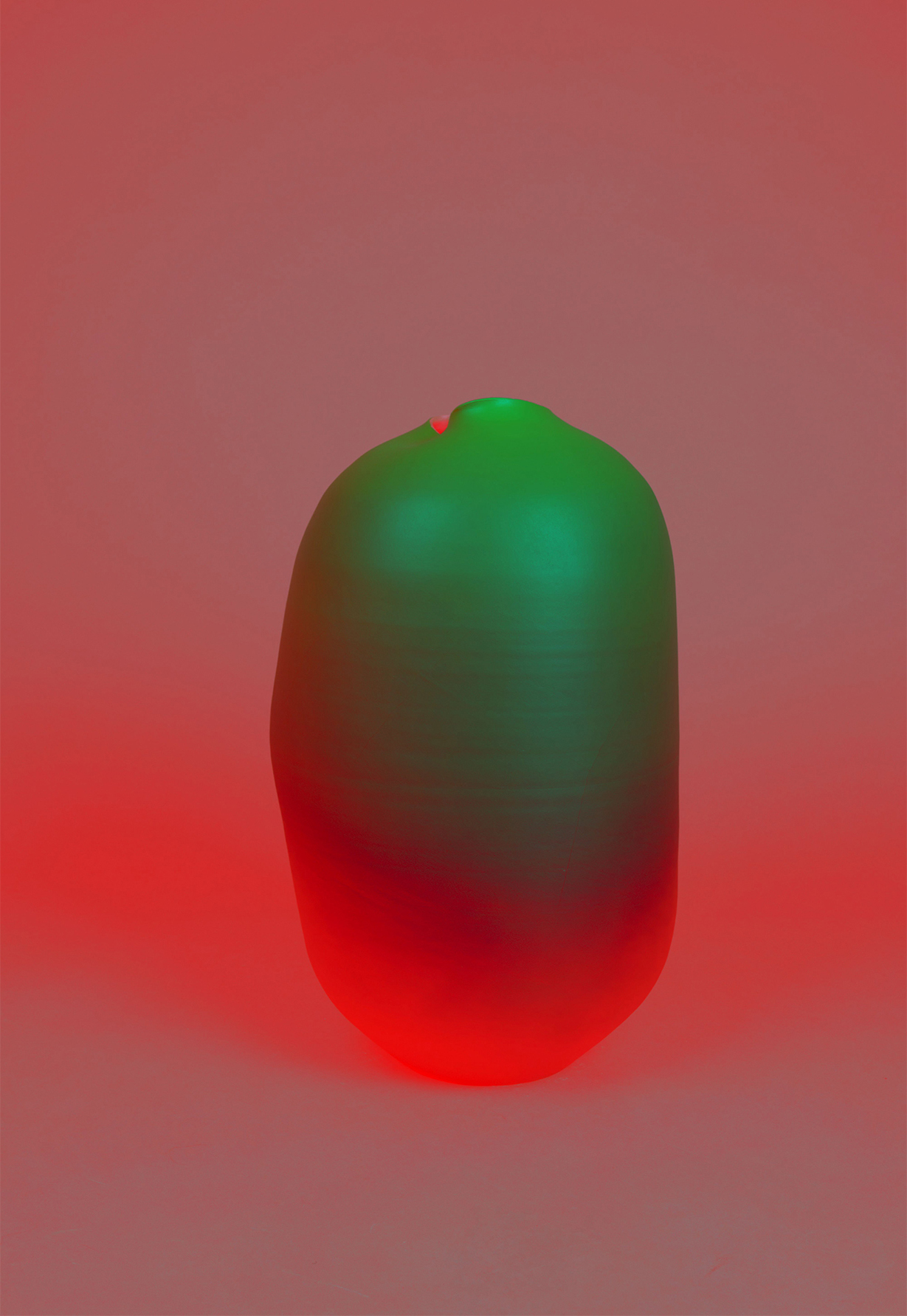
Váza SPIRIT / 1180°C

Narodil se v roce 1982 v jihočeské Bechyni, městě vyhlášeném jako keramické centrum poválečné doby. Vlivem historie, architektonického a kulturního dědictví města se rozhodl pro studium Střední uměleckoprůmyslové školy v Bechyni. Dále pokračoval ve studiu v ateliéru Design keramiky na Fakultě umění a designu Univerzity J. E. Purkyně v Ústí na Labem. Během studia absolvoval stáž u Ferdinanda Chrenky v Ateliéru Industrial dizajn na Katedře designu Vysoké školy výtvarných umění v Bratislavě.
Krátce po studiích, v letech 2007–2008 byl asistentem Pavla Jarkovského v ateliéru Design keramiky na Fakultě umění a designu Univerzity J. E. Purkyně v Ústí na Labem. V roce 2008 založil vlastní značku LIMITED., která se zabývá výrobou limitovaných sérií dekorativního porcelánu. Na začátku roku 2016 založil Mobile Ceramic Studio a projekt LIVE LIFE na podporu a prezentaci experimentální keramické tvorby.
Spolupracoval s výrobci užitkového porcelánu a sanitární keramiky, jako jsou Lasselsberger Ceramics, Ideal Standard, Thun — Karlovarský porcelán, Český porcelán. Je členem Homo Faber Guide (digitální platforma podporující moderní řemeslo), Sdružení výtvarných umělců keramiků (SVUK).
Od roku 2017 působí jako pedagog na Střední uměleckoprůmyslové škole v Bechyni.

## Ocenění

Váza KA / deformace

- Váza KA / deformace2009 — čestné uznání architekta Carlo Magnoli za konvici NEO
- 2010/2011 — nominace Elle Decor International Design Awards za talíře ROH, mísu LEDOVÁ KORUNA a svícen HOŘÍCÍ STROM
- 2013 — nominace v kategorii Designér roku Czech Grand Design 2013 za kolekci Aristocraft
- 2016 — nominace v kategorii Nejlepší interiérový výrobek Designblok Awards 2016
- 2017 — ocenění EDIDA 2016 - Elle Decor International Design Awards v kategorii Doplňky
- 2017 — nominace v kategorii Designér roku Czech Grand Design 2016 za kolekci váz KA
- 2018 — nominace v kategorii Designér roku Czech Grand Design 2017 za kolekci váz Way of the Samurai
- 2019 — nominace za Mimořádný počin mimo kategorie, Designblok Awards 2019
- 2020 — Selected for the HOMO FABER project of the Michelangelo Foundation (MASTER ARTISAN)
- 2021 — nominace v kategorii Nejlepší instalace designéra Designblok Awards 2021

## Odkazy

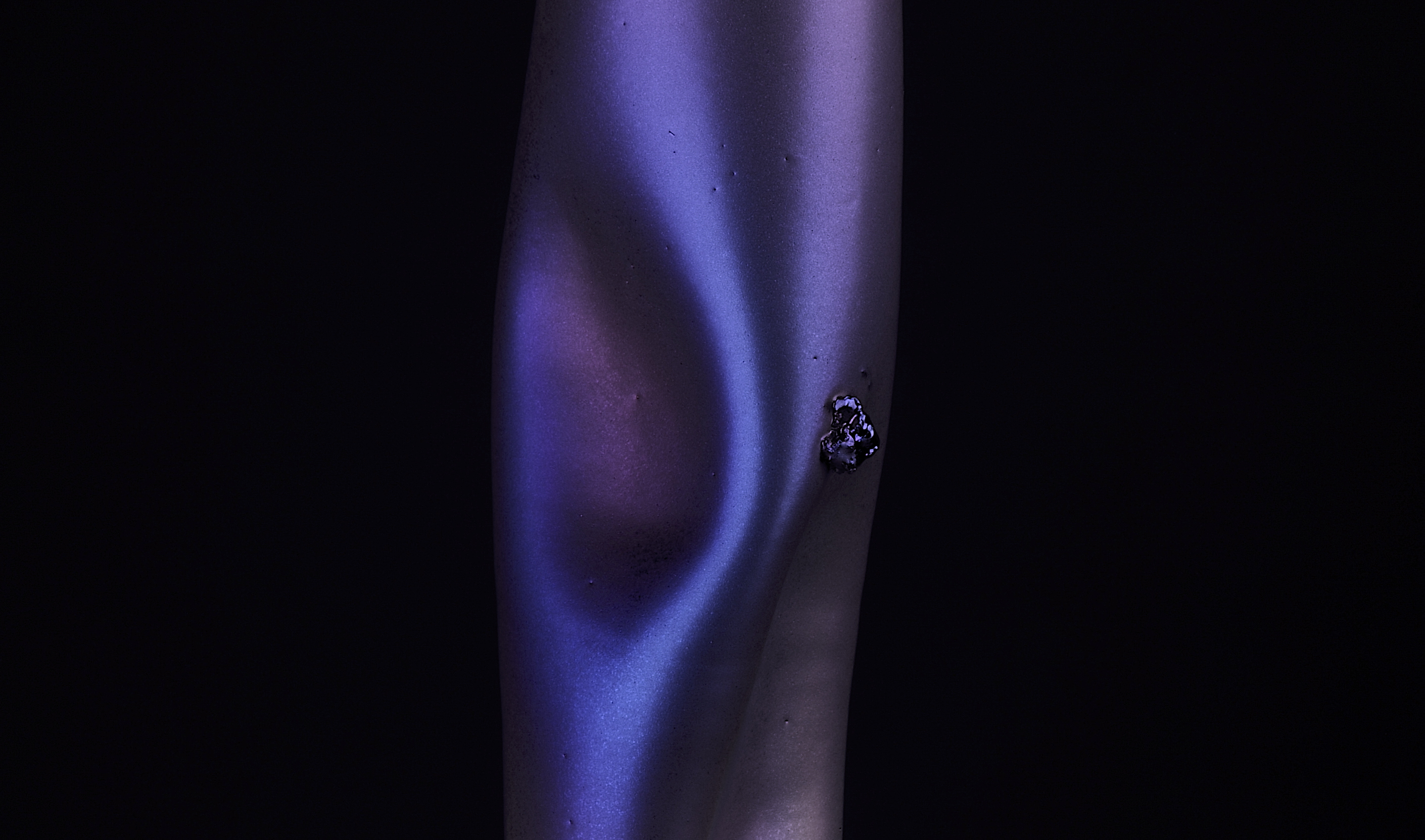
Váza SPIRIT / detail